# Двохбабний Ісак Шаєвич
Ісак Шаєвич Двохбабний (2 квітня 1922, Тальне — 5 листопада 1943) — радянський офіцер, Герой Радянського Союзу, в роки радянсько-німецької війни навідник гармати 490-го винищувально-протитанкового артилерійського полку 18-ї армії Північно-Кавказького фронту, сержант.

## Біографія
Народився 2 квітня 1922 року в селищі Тальному (нині місто Черкаської області України), в сім'ї службовця. Єврей. Освіта 7 класів. Працював на заводі будівельних матеріалів у місті Тальному.
У Червоній Армії з грудня 1940 року. У діючій армії з 1941 року.
5 листопада 1943 року при висадці десанту на Керченський півострів у передовій десантної групи форсував Керченську протоку в районі селища Ельтиген (нині село Героївське в межах міста Керч, Крим, Україна).
Прямою наводкою артилерист знищив прожектор, дві 37-мм гармати, два кулемети і тим самим дав можливість висадитися захоплюючої групі десанту. Відображаючи запеклі контратаки піхоти і танків противника, він знищив два танки, а третій танк підірвав протитанковою гранатою. У цьому бою І. Ш. Двохбабний загинув смертю хоробрих. Похований у селі Героївському.
Указом Президії Верховної Ради СРСР від 16 травня 1944 року за зразкове виконання бойових завдань командування на фронті боротьби з німецько-фашистським загарбниками і проявлені при цьому мужність і героїзм сержантові Двохбабному Ісаку Шаєвичу посмертно присвоєно звання Героя Радянського Союзу.

## Нагороди, пам'ять
Нагороджений орденом Леніна.
Ім'я Героя носить одна з вулиць міста Тального, в якому на алеї Героїв встановлено меморіальну дошку, присвячену славетному землякові.